# Орбитон
Орбито́н — квазичастица, являющаяся элементарным квантом орбитальной волны в твёрдом теле.
Орбитальная волна — это волна деформации электронных облаков в орбитально ориентированных средах. Орбитальная ориентированность означает, что соседние атомы должны иметь строго одинаковую форму электронных оболочек, орбиталей; деформация же орбитальной ориентированности подразумевает, что электронная конфигурация соседних атомов слегка различается. Для существования орбитальных волн необходимо, чтобы электронные уровни в многоэлектронном атоме или ионе были вырождены.